# Bartoszewice (województwo kujawsko-pomorskie)
Bartoszewice – kolonia w Polsce położona w województwie kujawsko-pomorskim, w powiecie wąbrzeskim, w gminie Płużnica. 
W latach 1975–1998 miejscowość należała administracyjnie do województwa toruńskiego. Wieś należy do sołectwa Czaple.

## Zabytki
Według rejestru zabytków NID na listę zabytków wpisany jest zespół dworski i folwarczny, XIX-XX w., nr rej.: A/702/1-7 z 21.04.1998:
- dwór (willa), 1913-1917
- park, 1 poł. XIX w.
- folwark, k. XIX w.:
  - rządcówka
  - spichrz, XIX/XX w.
  - obora
  - chlewnia
  - kuźnia, XIX w.

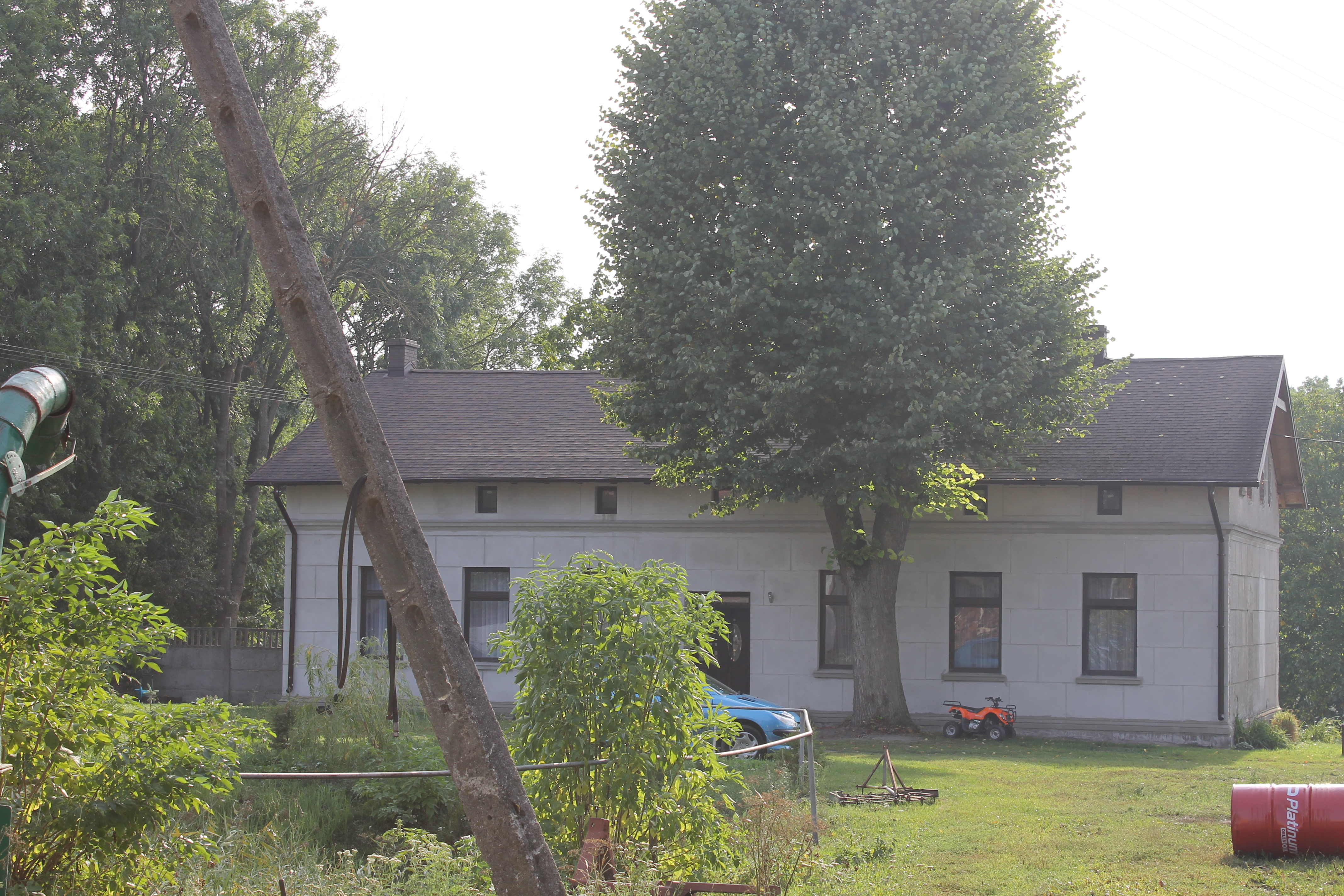
Rządcówka
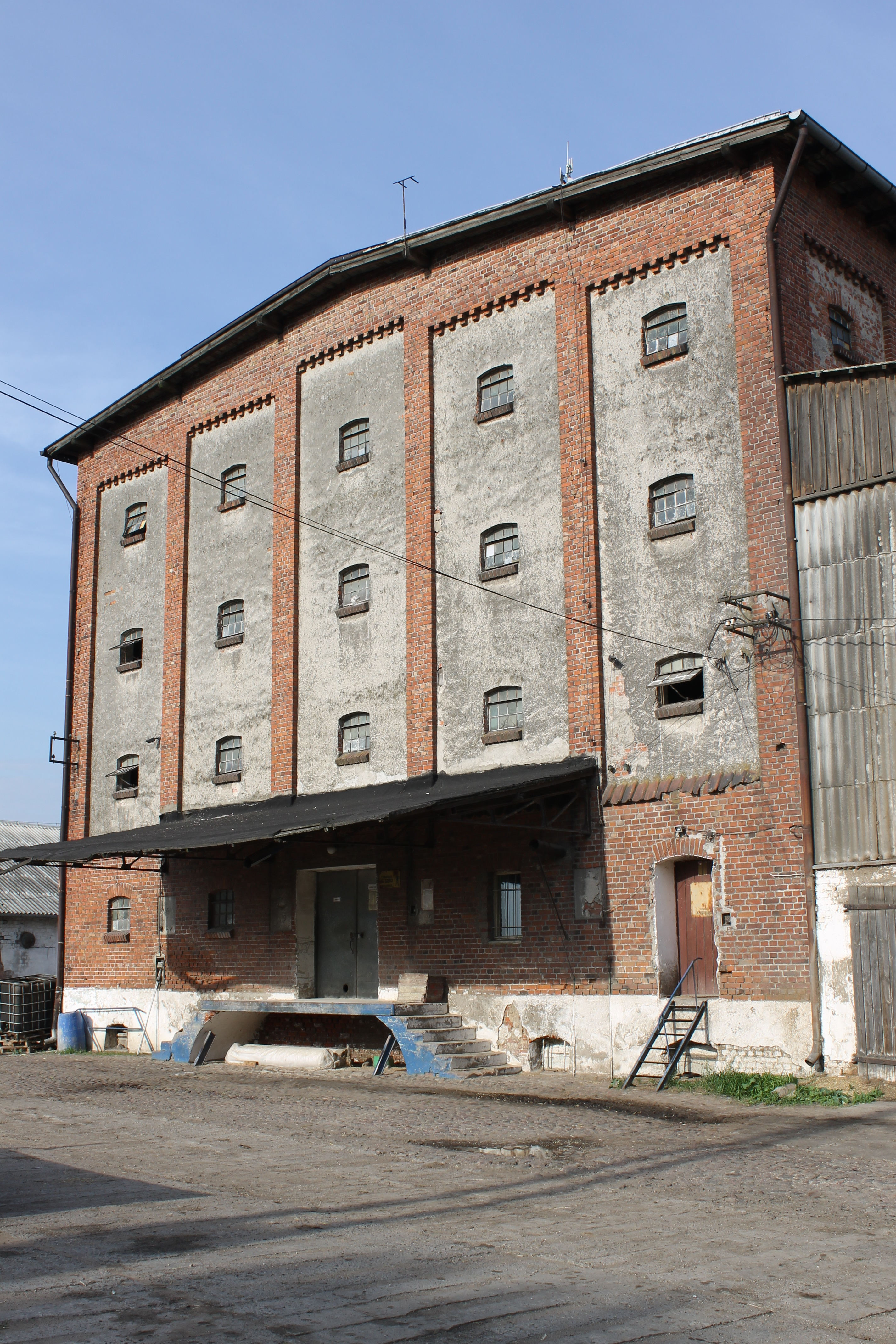
Spichrz
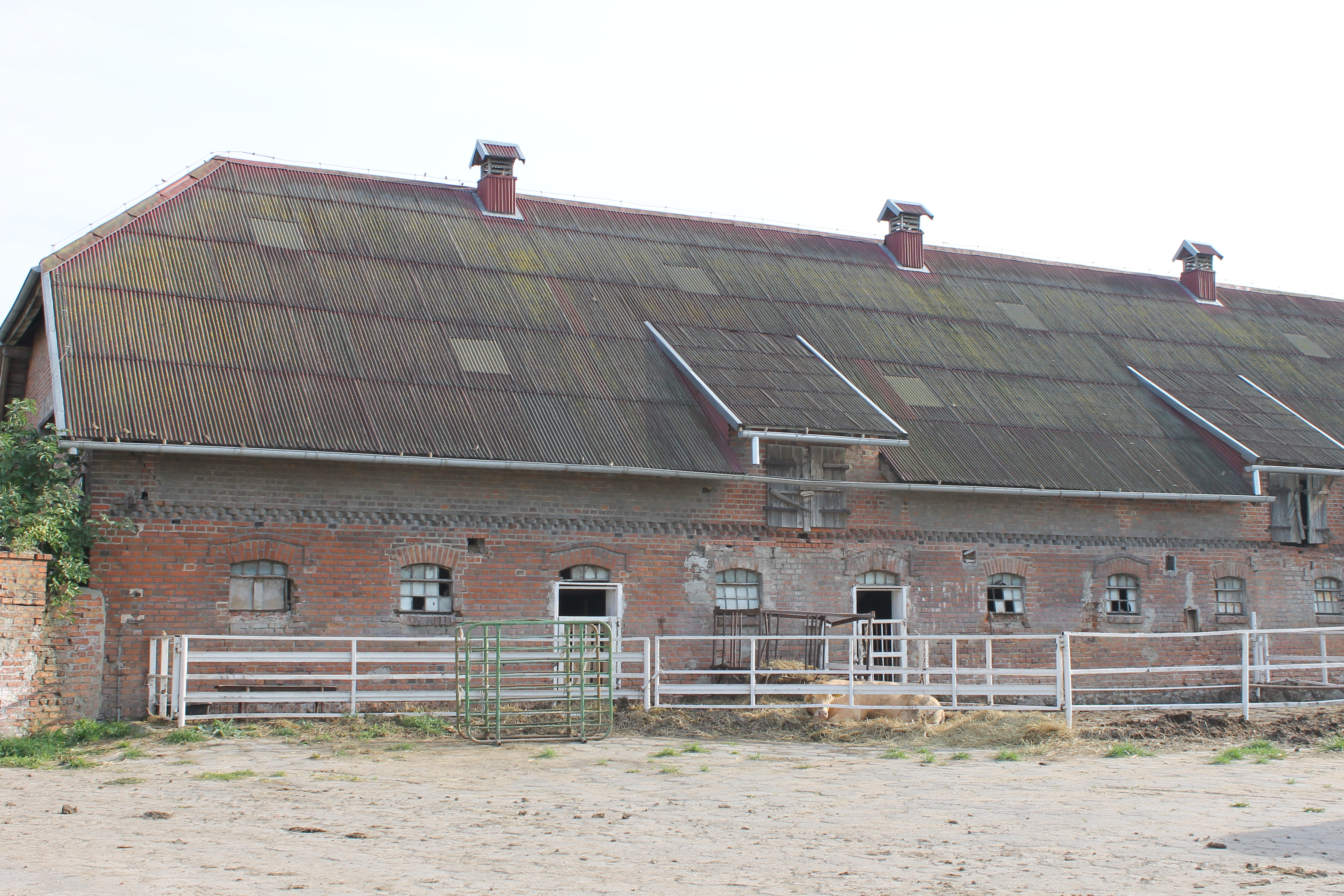
Obora
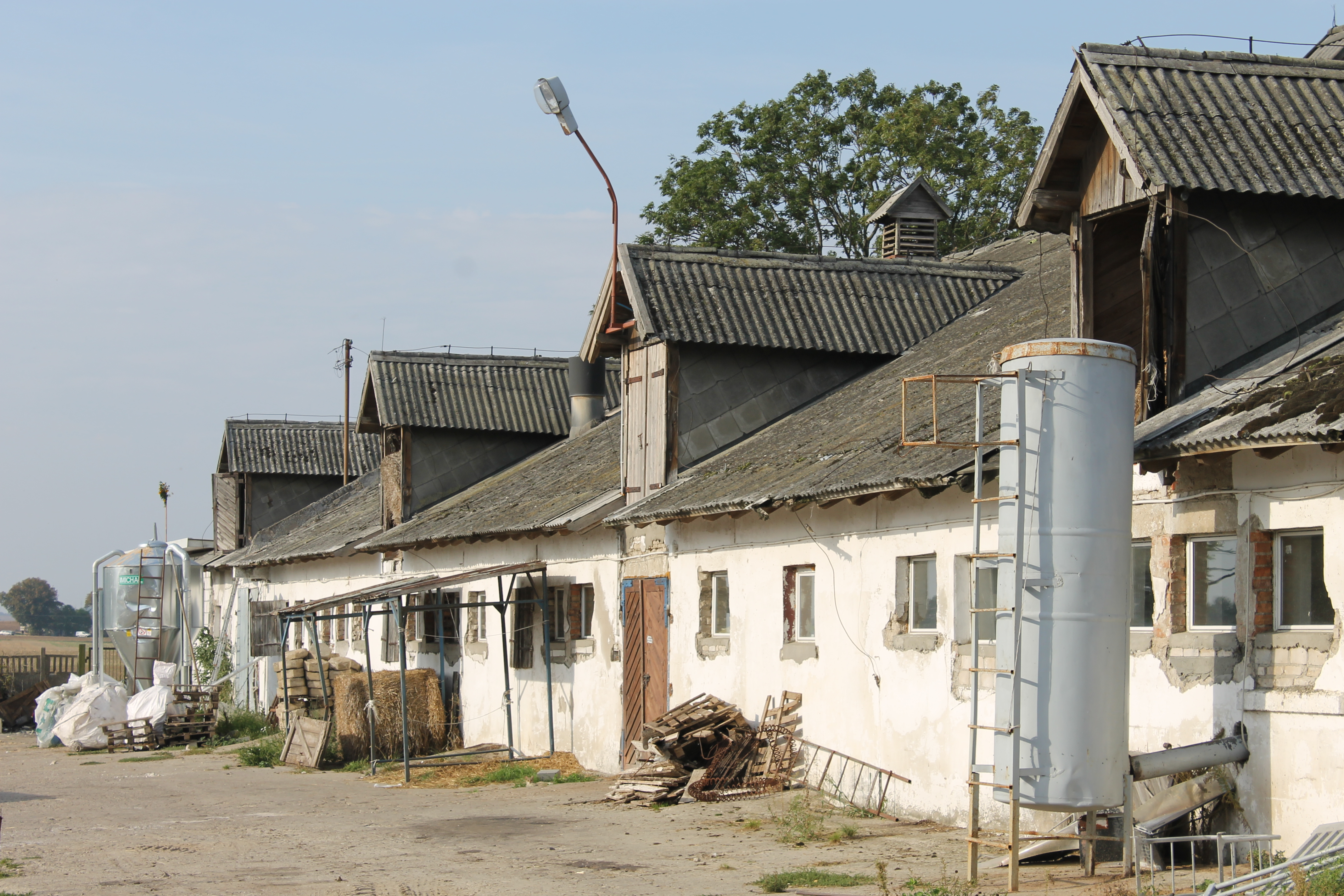
Chlewnia
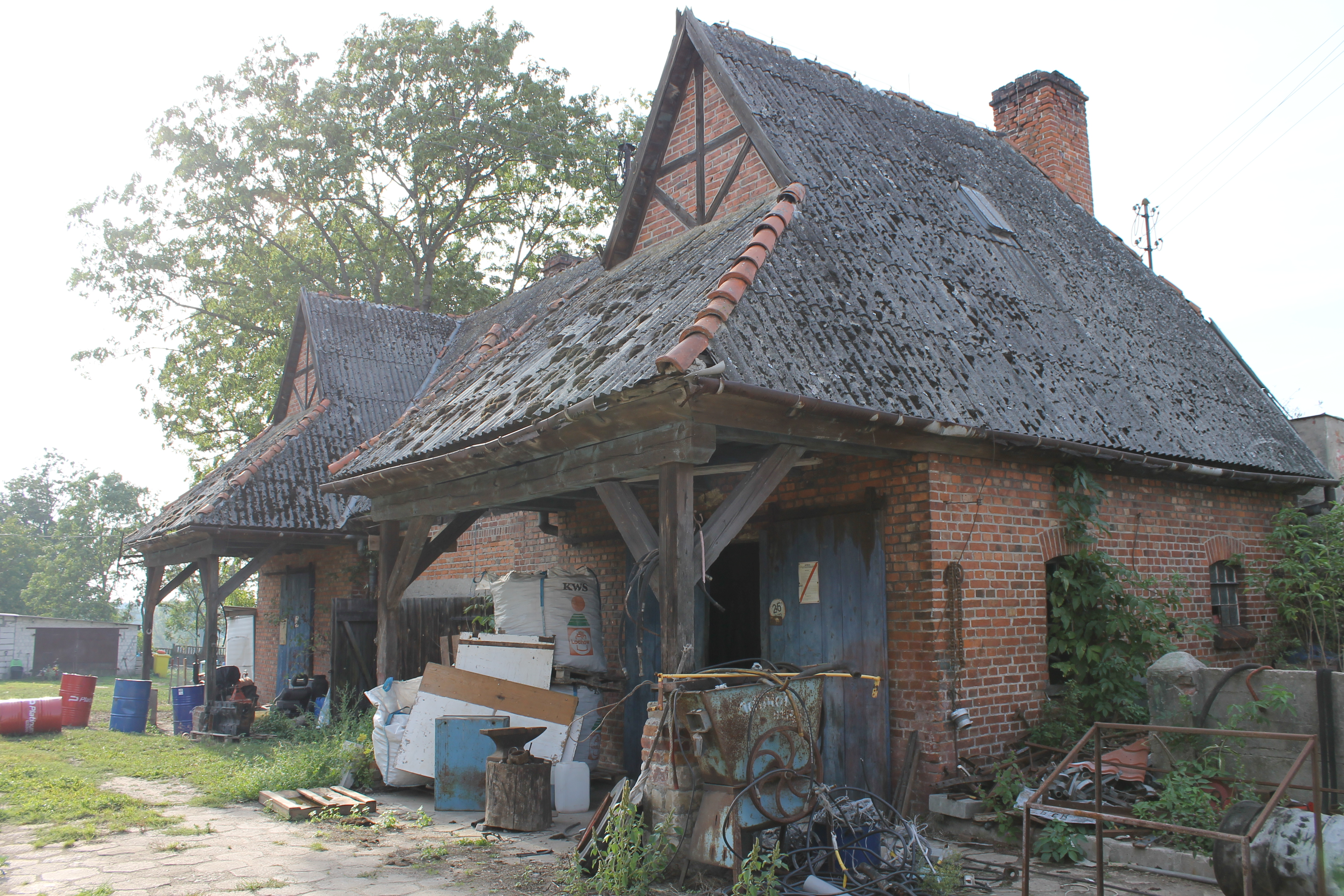
Kuźnia